# Израиль на зимних Олимпийских играх 2014
Израиль принимал участие в зимних Олимпийских играх 2014 года, которые проходили в Сочи с 7 по 23 февраля. Окончательный состав команды, представленный пятью спортсменами, был назван 26 ноября 2013 года.

## Состав и результаты олимпийской сборной Израиля

### Горнолыжный спорт
Мужчины
| Соревнование      | Спортсмены       | Скоростной спуск/ 1 спуск | Скоростной спуск/ 1 спуск | Слалом/ 2 спуск | Слалом/ 2 спуск | Всего | Место |
| Соревнование      | Спортсмены       | Время                     | Место                     | Время           | Место           | Всего | Место |
| ----------------- | ---------------- | ------------------------- | ------------------------- | --------------- | --------------- | ----- | ----- |
| Гигантский слалом | Виргиль Вандепут |                           |                           |                 |                 |       |       |
| Слалом            | Виргиль Вандепут |                           |                           |                 |                 |       |       |

### Фигурное катание
| Соревнование              | Спортсмены                                | Короткая программа | Короткая программа | Произвольная программа | Произвольная программа | Всего        | Всего |
| Соревнование              | Спортсмены                                | Сумма баллов       | Место              | Сумма баллов           | Место                  | Сумма баллов | Место |
| ------------------------- | ----------------------------------------- | ------------------ | ------------------ | ---------------------- | ---------------------- | ------------ | ----- |
| Мужское одиночное катание | Алексей Быченко                           | 62,44              | 22                 | 114,62                 | 21                     | 177,06       | 21    |
| Парное катание            | Андреа Давидович / Евгений Краснопольский | 53.38              | 16                 | 94.35                  | 15                     | 147.73       | 15    |

### Шорт-трек
Спортсменов — 1
Мужчины
| Соревнование | Спортсмены        | Отборочный раунд | Отборочный раунд | Отборочный раунд | Четвертьфинал | Четвертьфинал | Четвертьфинал | Полуфинал            | Полуфинал            | Полуфинал            | Финал                | Финал                | Финал                | Итоговое место |
| Соревнование | Спортсмены        | Забег            | Результат        | Место            | Забег         | Результат     | Место         | Забег                | Результат            | Место                | Название             | Результат            | Место                | Итоговое место |
| ------------ | ----------------- | ---------------- | ---------------- | ---------------- | ------------- | ------------- | ------------- | -------------------- | -------------------- | -------------------- | -------------------- | -------------------- | -------------------- | -------------- |
| 500 метров   | Владислав Быканов |                  |                  |                  |               |               |               |                      |                      |                      |                      |                      |                      |                |
| 1000 метров  | Владислав Быканов |                  |                  |                  |               |               |               |                      |                      |                      |                      |                      |                      |                |
| 1500 метров  | Владислав Быканов | 2                | 2:21,163         | 4                |               |               |               | Завершил выступление | Завершил выступление | Завершил выступление | Завершил выступление | Завершил выступление | Завершил выступление | 25             |